# Саності (Нью-Мексико)
Саності (англ. Sanostee) — переписна місцевість (CDP) в США, в окрузі Сан-Хуан штату Нью-Мексико. Населення — 322 особи (2020).

## Географія
Саності розташоване за координатами 36°25′50″ пн. ш. 108°51′46″ зх. д. / 36.43056° пн. ш. 108.86278° зх. д. (36.430507, -108.862794).  За даними Бюро перепису населення США в 2010 році переписна місцевість мала площу 11,75 км², з яких 11,75 км² — суходіл та 0,01 км² — водойми.

## Демографія
Згідно з переписом 2010 року, у переписній місцевості мешкала 371 особа в 115 домогосподарствах у складі 86 родин. Густота населення становила 32 особи/км².  Було 133 помешкання (11/км²).
Расовий склад населення:
| - 99,7 % — корінних американців |

До двох чи більше рас належало 0,0 %. Частка іспаномовних становила 0,8 % від усіх жителів.
За віковим діапазоном населення розподілялося таким чином: 34,0 % — особи молодші 18 років, 57,6 % — особи у віці 18—64 років, 8,4 % — особи у віці 65 років та старші. Медіана віку мешканця становила 32,3 року. На 100 осіб жіночої статі у переписній місцевості припадало 106,1 чоловіків;  на 100 жінок у віці від 18 років та старших — 104,2 чоловіків також старших 18 років.
Середній дохід на одне домашнє господарство  становив 31 121 долар США (медіана — 20 125), а середній дохід на одну сім'ю — 33 407 доларів (медіана — 20 833). За межею бідності перебувало 43,2 % осіб, у тому числі 46,0 % дітей у віці до 18 років та 51,6 % осіб у віці 65 років та старших.
Цивільне працевлаштоване населення становило 107 осіб. Основні галузі зайнятості: освіта, охорона здоров'я та соціальна допомога — 29,9 %, сільське господарство, лісництво, риболовля — 15,9 %, науковці, спеціалісти, менеджери — 12,1 %, будівництво — 11,2 %.